# Koutiala
Koutiala (tiếng Bambara: ߞߎߕߌߊߟߊ, Kutiala) là một thành phố ở Mali, cách Sikasso 140 km về phía bắc. Vào năm 2009, dân số thành phố là 137.919 người.

## Lịch sử
Koutiala được thành lập vào thế kỷ 16 bởi Đế quốc Bambara.

## Kinh tế
Koutiala là một đô thị sản xuất bông quan trọng của Mali. Ngoài bông, thành phố cũng trồng các loại ngũ cốc như cao lương và ngô.

## Người nổi tiếng
- Ibrahim Boubacar Keïta (sinh 1945) – chính trị gia